# Douban
Douban (chiń. 豆瓣) – chiński portal społecznościowy umożliwiający dzielenie się informacjami na temat filmów, książek i muzyki.
Został założony w 2005 roku. Serwis liczy ok. 200 mln zarejestrowanych użytkowników (doniesienia z 2013 roku).